# Palmaner
Palmaner är en ort i Indien.   Den ligger i distriktet Chittoor och delstaten Andhra Pradesh, i den södra delen av landet, 1 700 km söder om huvudstaden New Delhi. Palmaner ligger 673 meter över havet och antalet invånare är 42 179.
Terrängen runt Palmaner är platt åt sydväst, men åt nordost är den kuperad. Runt Palmaner är det tätbefolkat, med 356 invånare per kvadratkilometer. Det finns inga andra samhällen i närheten. Omgivningarna runt Palmaner är en mosaik av jordbruksmark och naturlig växtlighet.